# Major Lazer (serie televisiva)
Major Lazer è una serie animata statunitense creata da Diplo, Ferry Gouw e Kevin Kusatsu per il canale FXX.
È stato presentato per la prima volta in anteprima su FXX il 27 ottobre 2014, per poi andare in onda regolarmente il 16 aprile 2015 come parte del blocco Animation Domination High-Def (ADHD). Dopo Stone Quackers, Major Lazer è la seconda serie ADHD originale che viene trasmessa sul canale dopo che FOX ha interrotto la trasmissione del blocco stesso.
La serie è stata rinnovata per una seconda stagione. Il 3 settembre 2016 è stato annunciato che John Boyega aveva lasciato la serie per concentrarsi sui nuovi film di Star Wars.

## Trama
Major Lazer è un supereroe giamaicano con una pistola laser nella mano destra che combatte contro le forze distopiche guidate dal leader della Giamaica, il presidente Whitewall e il suo servitore generale Rubbish. 
Nel suo combattimento, Major Lazer è assistito dalla figlia del presidente Whitewall, Penny Whitewall e dall'hacker Blkmrkt.

## Episodi
| Stagione       | Episodi | Prima TV USA | Prima TV Italia |
| -------------- | ------- | ------------ | --------------- |
| Prima stagione | 11      | 2015         | inedita         |

## Personaggi

### Principali
- Major Lazer/Evil Lazer (stagione 1-in corso), voce originale di Adewale Akinnuoye-Agbaje.
- Generale Rubbish (stagione 1-in corso), voce originale di James Adomian.
- Blkmrkt (stagione 1-in corso), voce originale di John Boyega.
- Old Rasta (stagione 1-in corso), voce originale di Ashante "Taranchyla" Reid.
- Presidente Whitewall (stagione 1-in corso), voce originale di J. K. Simmons.
- Penny Whitewall (stagione 1-in corso), voce originale di Angela Trimbur.

### Ricorrenti
- Goosh (episodio 7), voce originale di Aziz Ansari.
- The Law (episodio 2), voce originale di Jonathan Banks.
- Professor Teacher (episodio 6-7), voce originale di Matt Berry.
- Game Tournament Worker (episodio 8), voce originale di Heather Anne Campbell.
- Kamikaze (episodio 9), voce originale di Ferry Gouw.
- Weed Man (episodio 1), Mr. Mary James (episodio 1), Goldie (episodio 9), voce originale di Trinidad James.
- Head Vampire Vampire (episodio 5), voce originale di Udo Kier.
- Ryland (episodio 5), voce originale di Ezra Koenig.
- Store Owner (episodio 9), voce originale di Clyde Kusatsu.
- Knife Fight (episodio 9), voce originale di Chan Marshall.
- Thor (episodio 8), voce originale di Kumail Nanjiani.
- Double Cup (episodio 4), voce originale di Riff Raff.
- Dr. Nerd/Dr. Bass Drop (episodio 2-3), voce originale di Andy Samberg.
- Block Head (episodio 9), voce originale di Mike Skinner.
- Spooky Dookie (episodio 6), Killscreen (episodio 8), K-Pop (episodio 10), voce originale di Jorma Taccone.
- DJ God  (episodio 2), voce originale di Tiësto.
- Lady Vanessa Rothchild (episodio 11), voce originale di Charli XCX.

## Produzione
Major Lazer era in produzione da quasi cinque anni prima della sua messa in onda. Una serie televisiva animata era stata originariamente considerata per Adult Swim nel 2011. Il gruppo musicale Major Lazer, su cui è basato lo show, ha già animato in precedenza vari personaggi, tra cui il personaggio della serie. Ferry Gouw, insieme a John Pham, è stato direttore artistico per questa incarnazione. Altri musicisti come il rapper Jay-Z e il collettivo Odd Future avevano firmato per alcuni show sulla rete durante l'anno; Odd Future ha creato Loiter Squad andato in onda dal 2012 al 2014.
Billboard ha annunciato che Major Lazer sarà presentato in anteprima sulla Fox nel 2014. Si dice che Cat Power e Riff Raff abbiano collaborato alla colonna sonora per lo spettacolo.
Nel 2015, Billboard annunciò che lo show sarebbe stato presentato in anteprima su FXX. Diplo ha definito la lunga attesa della produzione "vale la pena avere uno show televisivo così succinto per i nostri fan della musica e per i fan dei cartoni animati". Ha detto che piacerebbe a "qualsiasi fan della musica elettronica hip-hop e/o dei cartoni animati degli anni '80, e alla cultura che ha dato vita al panorama musicale di Major Lazer". Adewale Akinnuoye-Agbaje, che dà voce all'omonimo personaggio, ha descritto il sentimento dello spettacolo come "essere in alto". J. K. Simmons è il doppiatore del presidente Whitewall, mentre Aziz Ansari, Ezra Koenig, Riff Raff, Andy Samberg e Charli XCX compaiono tra le voci ospiti.

## Distribuzione
Lo show è stato presentato per la prima volta il 16 aprile 2015. Il terzo album del gruppo Peace Is the Mission avrebbe dovuto essere rilasciato entro la stessa data, ma è stato spostato al 1º giugno. Un'anteprima speciale della serie è stata trasmessa il 27 ottobre 2014, su FXX.

## Accoglienza
Erik Adams di The A.V. Club ha classificato la serie con una B, elogiando le sue immagini che ricordano "le trame grosse, i colori sbiaditi e il contenuto fantastico dei piatti del sabato mattina degli anni '80", mentre definisce la sceneggiatura solida e familiare.